# Operation Arbor
Die Operation Arbor war eine Serie von 19 US-amerikanischen Kernwaffentests, die 1973 und 1974 auf der Nevada Test Site in Nevada durchgeführt wurde.

## Die einzelnen Tests der Arbor-Serie
| #  | Bombe                                           | Datum / Zeit (GMT)          | Testgelände                   | Testart | Sprengkraft          | Anmerkungen                                           |
| -- | ----------------------------------------------- | --------------------------- | ----------------------------- | ------- | -------------------- | ----------------------------------------------------- |
| 1  | Polygonum                                       | 2. Oktober 1973 14:30 Uhr   | Area 2by                      | Schacht | <20 kT               |                                                       |
| 2  | Waller                                          | 2. Oktober 1973 15:15 Uhr   | Area 2bz                      | Schacht | <20 kT               |                                                       |
| 3  | Husky Ace                                       | 12. Oktober 1973 17:00 Uhr  | Area 12n.07                   | Tunnel  | <20 kT               |                                                       |
| 4  | Bernal                                          | 28. November 1973 15:30 Uhr | Area 3jy                      | Schacht | <20 kT               |                                                       |
| 5  | Pajara                                          | 12. Dezember 1973 19:00 Uhr | Area 3ji                      | Schacht | <20 kT               |                                                       |
| 6  | Seafoam                                         | 13. Dezember 1973 15:17 Uhr | Area 2ea                      | Schacht | <20 kT               |                                                       |
| 7  | Elida                                           | 19. Dezember 1973 19:16 Uhr | Area 3hy                      | Schacht | <20 kT               |                                                       |
| 8  | Spar                                            | 19. Dezember 1973 17:30 Uhr | Area 3jr                      | Schacht | <20 kT               |                                                       |
| 9  | Pinedrops-Sloat Pinedrops-Tawny Pinedrops-Bayou | 10. Januar 1974 15:38 Uhr   | Area 10as Area 10as Area 10as | Schacht | <20 kT <20 kT <20 kT | Simultanzündung verschiedener Bomben in einem Schacht |
| 10 | Latir                                           | 27. Februar 1974 17:00 Uhr  | Area 4d                       | Schacht | 20 bis 200 kT        |                                                       |
| 11 | Hulsea                                          | 14. März 1974 17:00 Uhr     | Area 2bx                      | Schacht | <20 kT               |                                                       |
| 12 | Sapello                                         | 12. April 1974 15:15 Uhr    | Area 3ge                      | Schacht | <20 kT               |                                                       |
| 13 | Potrero                                         | 23. April 1974 15:13 Uhr    | Area 2eb                      | Schacht | <20 kT               |                                                       |
| 14 | Plomo                                           | 1. Mai 1974 14:02 Uhr       | Area 3ff                      | Schacht | <20 kT               |                                                       |
| 15 | Jib                                             | 8. Mai 1974 16:55 Uhr       | Area 3hb                      | Schacht | <20 kT               |                                                       |
| 16 | Grove                                           | 22. Mai 1974 14:15 Uhr      | Area 2ds                      | Schacht | <20 kT               |                                                       |
| 17 | Fallon                                          | 23. Mai 1974 13:38 Uhr      | Area 2dv                      | Schacht | 20 bis 200 kT        |                                                       |
| 18 | Jara                                            | 6. Juni 1974 14:40 Uhr      | Area 3hp                      | Schacht | <20 kT               |                                                       |
| 19 | Ming Blade                                      | 19. Juni 1974 16:00 Uhr     | Area 12n.08                   | Tunnel  | <20 kT               |                                                       |